# Moret-Loing-et-Orvanne
Moret-Loing-et-Orvanne ist eine französische Gemeinde mit 12.576 Einwohnern (Stand: 1. Januar 2022) im Département Seine-et-Marne in der Region Île-de-France und gehört zum Arrondissement Fontainebleau und zum Kanton Montereau-Fault-Yonne.

## Geschichte
Bereits am 1. Januar 2015 war die Gemeinde  Écuelles nach Moret-Loing-et-Orvanne eingegliedert worden. Der Name der fusionierten Gemeinde wurde auf Orvanne geändert. Am 1. Januar 2016 wurde diese neue Gemeinde zusammen mit den bisherigen Gemeinden Épisy und Montarlot  zur Commune nouvelle mit der Schreibweise Moret Loing et Orvanne fusioniert.
Mit Wirkung vom 1. Januar 2017 wurde die bereits bestehende Commune nouvelle durch ein Dekret vom 26. Dezember 2016 um die ehemalige Gemeinde Veneux-les-Sablons erweitert und auf die aktuelle Schreibweise (mit Bindestrichen) geändert.

## Gliederung
| Ortsteil                            | ehemaliger INSEE-Code | Fläche (km²) | Einwohnerzahl (2016) |
| ----------------------------------- | --------------------- | ------------ | -------------------- |
| Écuelles                            | 77166                 | 11,81        | 2415                 |
| Épisy                               | 77170                 | 07,41        | 0574                 |
| Montarlot                           | 77299                 | 05,21        | 0240                 |
| Moret-sur-Loing (Verwaltungssitz)00 | 77316                 | 04,94        | 4365                 |
| Veneux-les-Sablons                  | 77491                 | 04,03        | 4865                 |

## Geografie
|                                  | Saint-Mammès, Champagne-sur-Seine | Vernou-la-Celle-sur-Seine               |
| Fontainebleau                    | Kompass                           | La Grande-Paroisse, Ville-Saint-Jacques |
| Montigny-sur-Loing, La Genevraye | Villemer                          | Villecerf                               |

## Sehenswürdigkeiten
Siehe auch: Liste der Monuments historiques in Moret-Loing-et-Orvanne
- Kirche Saint-Pierre-aux-Liens in Épisy
- Kirche Saint-Mammès in Montarlot

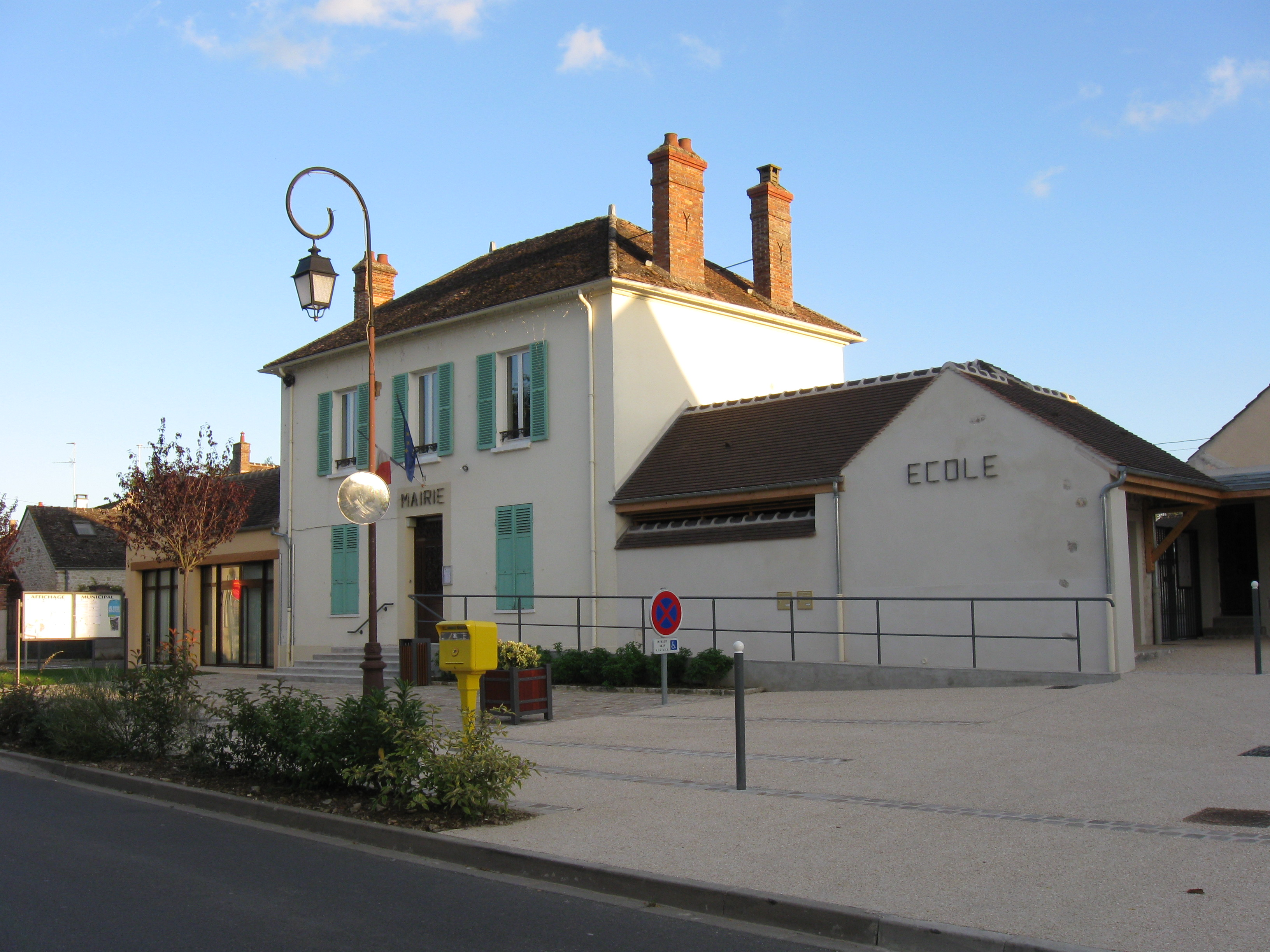
Rathaus der ehemaligen Gemeinde Épisy
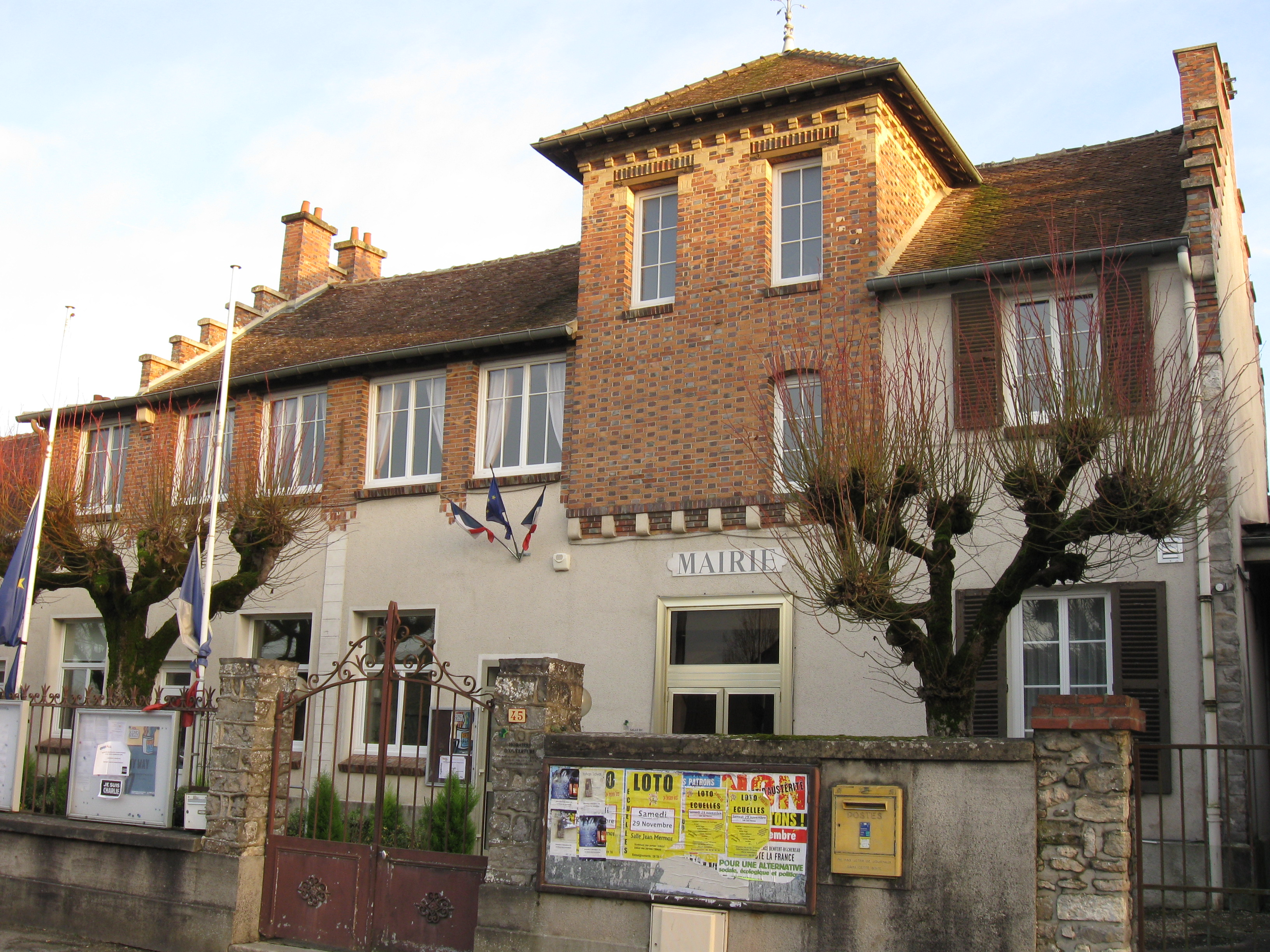
Rathaus der ehemaligen Gemeinde Écuelles
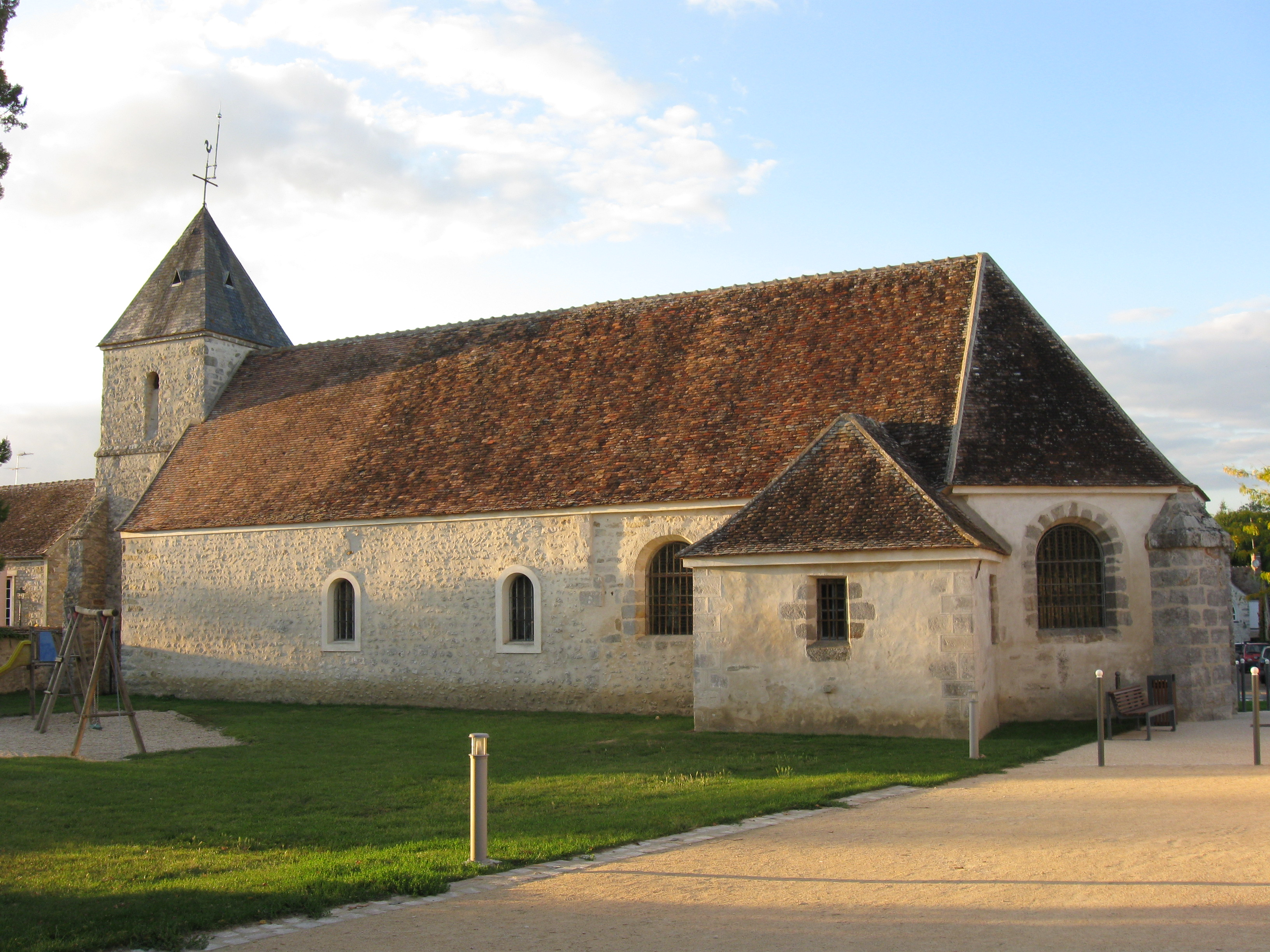
Kirche Saint-Pierre-aux-Liens (Épisy)
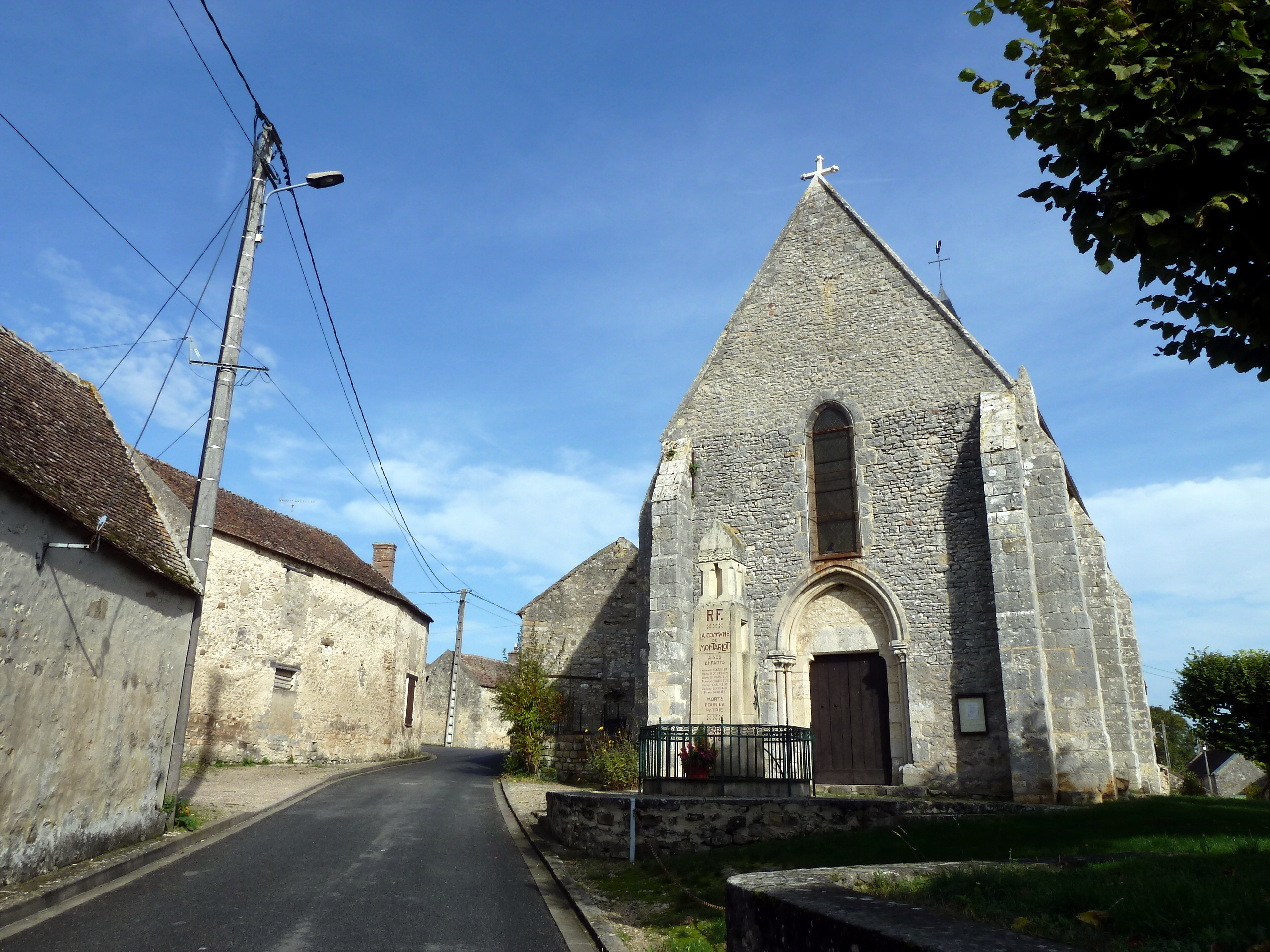
Kirche Saint-Mammès (Montarlot)
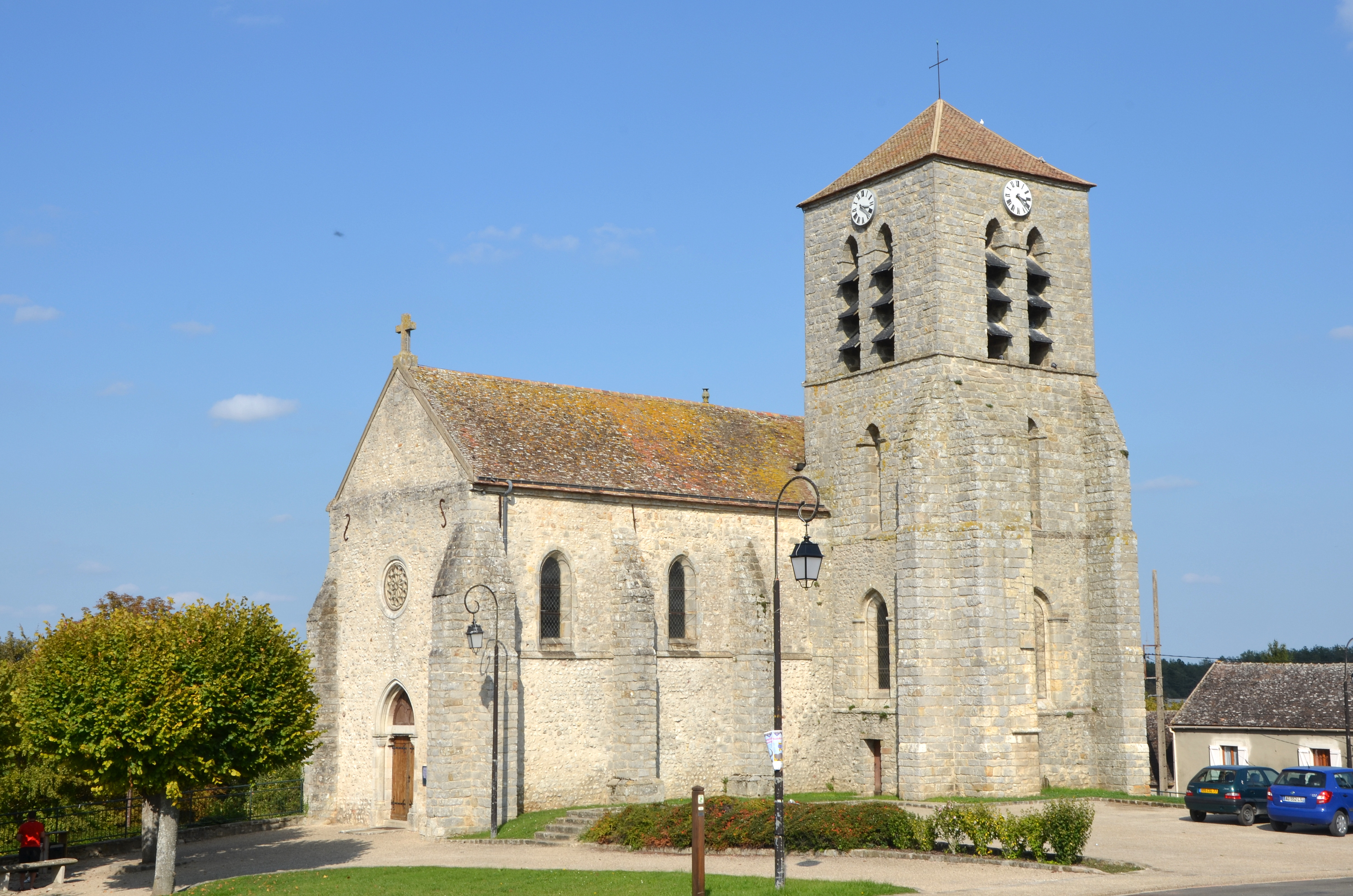
Kirche Saint-Rémi (Écuelles)